# Torneo de Québec City 2013
El Bell Challenge 2013 es un torneo de tenis jugado en pistas indoor de moqueta. Es la 21.ª edición del Bell Challenge, y forma parte de los torneos internacionales WTA. Se llevará a cabo en Quebec, Canadá, del 7 de septiembre al 15 de septiembre de 2013.

## Cabeza de serie

### Individual
| Tenista               | Ranking | Preclasificada |
| Kirsten Flipkens      | 14      | 1              |
| Kristina Mladenovic   | 36      | 2              |
| Lucie Šafářová        | 41      | 3              |
| Bethanie Mattek-Sands | 53      | 4              |
| Eugenie Bouchard      | 59      | 5              |
| Marina Erakovic       | 68      | 6              |
| Lauren Davis          | 70      | 7              |
| Caroline Garcia       | 75      | 8              |

### Dobles
| Tenista                                   | Ranking | Preclasificada |
| Andrea Hlaváčková Lucie Hradecká          | 18      | 1              |
| Bethanie Mattek-Sands Kristina Mladenovic | 53      | 2              |
| Cara Black Marina Erakovic                | 59      | 3              |
| Petra Martić Barbora Záhlavová-Strýcová   | 105     | 4              |

## Campeonas

### Individual Femenino
Lucie Šafářová venció a  Marina Erakovic por 6-4, 6-3

### Dobles Femenino
Alla Kudryavtseva /  Anastasia Rodionova vencieron a  Andrea Hlaváčková /  Lucie Hradecká por 6-4, 6-3